# Konrad Potthoff
Konrad Potthoff (* 8. September 1950 in Zeitz) ist ein deutscher Schriftsteller und Grabredner.

## Leben
Konrad Potthoff wuchs in Schkopau auf und lebt heute in Halle. Er legte 1969 sein Abitur ab und erwarb den Facharbeiterbrief eines Chemielaboranten. Er studierte bis 1981 Biochemie, dann Philosophie und besuchte die Filmhochschule Potsdam.
Er leitete den Ausbau des Studentenklubs Turm in Halle und war dessen erster Klubleiter. In der Folge zumeist freiberuflich tätig, arbeitete er auch als Rettungssanitäter und Kraftfahrer in Algerien.
Mit 15 Jahren wurde er Mitglied des Zirkels „Schreibender Arbeiter“ in den Buna-Werken, unter der Leitung von Friedrich Döppe. Sein erstes Kinderbuch schrieb er mit 19 Jahren, das 1978 unter dem Titel Wilhelmine und der unheimliche Planet erschien. Das Buch war dann sehr erfolgreich, sodass auch ein zweiter Teil, Wilhelmine greift ein erscheinen konnte. Die Erzählungen sind nun unter dem Titel Wilhelmine - alle Abenteuer vereint.
Nach einer lebensgefährlichen Erkrankung 1973 wandte er sich dem Thema Tod zu. Die Lockerheit, mit der er die Wilhelmine–Geschichten geschrieben hatte, wurde nun von ernsteren Themen überlagert, so in seinem Kinderbuch Florian und die Friedhofskatze (2010). Eine Schelmengeschichte findet sich erst wieder in seinem Roman Gottfried schwängert den Tod (2016), der teilweise autobiografischen Charakter trägt.
Anfang der 1990er Jahre übernahm Konrad Potthoff ein Projekt, in dem Biografien gesammelt werden sollten. Daraus entstand der Senioren kreativ Verein e.V., der neben Freizeitangeboten für Senioren in allen Stadtteilen von Halle, bis hin zur Übernahme von Kindergarten, 400 Menschen in Vollzeit und als ABM Arbeit bot. Gleichzeitig war er Geschäftsführer des Künstlerhauses 188 in Halle.
Nach dem Jahr 2000 war er wieder freiberuflich tätig, hielt Grabreden und schrieb Artikel für Zeitungen. Ehrenamtlich betätigte er sich als Notfallseelsorger. Er verfasste Erzählungen für Anthologien, Zeitschriften und Lesebücher.

## Werke
- Wilhelmine oder der unheimliche Planet, Kinderbuch. Berlin: Kinderbuchverlag, 1978
- Felix und Amanda, Kinderbuch. Berlin: Kinderbuchverlag, 1978
- Rückkehr aus der Wüste oder Der Siebentagering, Roman. Halle: Mitteldeutscher Verlag, 1986
- Wilhelmine greift ein, Kinderbuch. Berlin: Kinderbuchverlag, 1978
- Die endlose Straße – Gespräche über Leben und Sterben, Protokolle und Erzählungen. Halle: projekte verlag 188, 2002 (2. Auflage)
- Thomas und die Katze mit den bernsteingelben Augen. Halle: projekte verlag 188, 2002
- Die Fee Franz und der ängstliche Julius. Halle: projekte verlag 188, 2005
- Wilhelmine – Alle Abenteuer!. Halle:Projekte-Verlag 188, 2007 (2. Auflage Edition SOLAR-X, 2016)
- Florian und die Friedhofskatze (mit Susanne Berner). Halle: Projekte-Verlag Cornelius, 2010
- Gottfried schwängert den Tod, Dresden: salomo publishing, 2016

## Verfilmung
- 1990: Rückkehr aus der Wüste, Regie: Bernhard Stephan

## Auszeichnungen
- 1982 Alex-Wedding-Medaille
- 1988 Kunstpreis der Stadt Halle